# 헨리 어니스트 듀드니
헨리 어니스트 듀드니(영어: Henry Ernest Dudene, 1857년 4월 10일~1936년 4월 23일)는 영국의 퍼즐리스트이다.

## 업적
듀드니의 정식 직업은 공무원이었지만 다양한 퍼즐들을 고안하였다. 초반에는 주로 "스핑크스"라는 필명을 사용하여 신문과 잡지에 그의 퍼즐들을 발표하였다. 그의 초기작들 중에는 미국인 퍼즐리스트 샘 로이드(Sam Loyd)와 합작한 작품들이 많았다.
그 이후 듀드니는 직접 자신의 이름으로 작품을 발표하기 시작했으며 20년 동안 스트랜드 매거진에 퍼즐 칼럼 《Perplexities》를 연재하기도 하였다. 그리고 샘 로이드와의 교류도 한동안 계속하였지만, 로이드가 듀드니의 아이디어를 훔쳐 자신의 이름을 발표했다는 이유로 듀드니는 로이드와의 관계를 끊고 그를 고소하였다.

듀드니가 해결한 "The Harberdasher's Puzzle"

그의 주요한 업적들 중에는 "Hinged dissection" 분야의 퍼즐 중 하나인 "The Haberdasher's Puzzle"을 해결한 것이 있다. "Hinged dissection"이란 도형을 여러 조각으로 분할한 뒤, 분할된 조각들을 서로 연결시킨 상태로 움직여 다른 도형을 만드는 퍼즐을 뜻한다. "hinged"는 경첩으로 연결되어 있다는 의미인데, 이것은 즉 조각들의 연결 부위를 마치 문을 여닫듯이 돌릴 수 있다는 이야기이다. 듀드니가 해결한 문제는 정삼각형을 정사각형으로 만드는 것이었다.
듀드니가 그의 저서 《The Canterbury Puzzles》에서 소개한 방법은 다음과 같다.

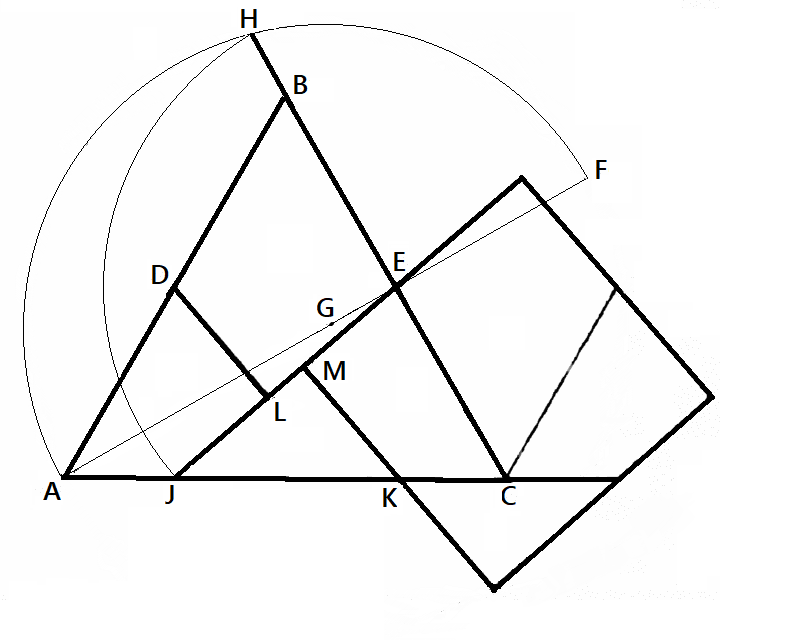
"The Haberdasher's Puzzle"에 대한 듀드니의 해법

먼저 정삼각형 ABC에서 AB를 이등분하는 점 D와, BC를 이등분하는 E를 잡고, AE의 연장선에서 EB와 EF의 길이가 같도록 하는 F를 잡는다.
다음으로 AF의 중점인 G를 증심으로, GF를 반지름으로 하는 원을 그려서 그 원이 BE의 연장선과 만나는 점을 H라고 한다.
그리고 E를 중심으로 하고, EH를 반지름으로 하는 원을 그려서 그 원이 AC와 만나는 점을 J라고 한다.
D에서 JE로 내린 수선의 발을 L이라고 하고, JK=CE인 K를 찾아 그곳에서 JE에 내린 수선의 발 M을 잡는다.
정삼각형 ABC를 네 개의 조각(BDLE, DAJL, MJK, EMKC)으로 분할하고, D,E,K를 경첩으로 이어 돌리면 정사각형을 만들 수 있다.
듀드니는 복면산의 일종인 "alphametic"으로도 유명한데, 복면산의 각 문자들이 모여 뜻이 있는 문장을 이루는 것이 특징이다. 이 이름은 1955년 영국의 작가인 제임스 헌터(James H. hunter)가 붙였다. 그러나 듀드니가 "alphametic"을 처음 만든 것은 아니다. 듀드니가 7살이었을 1864년에 미국에서는 이와 비슷한 종류의 퍼즐이 발표된 바가 있다. 그 외에도 듀드니는 십자말풀이에서 낱말을 숫자로 대체한 "crossnumber puzzle"을 1926년에 처음으로 발표한 적도 있다.
```
   S E N D

+  M O R E

 M O N E Y
```

듀드니가 1924년에 스트랜드 매거진에 발표한 이 복면산은 대표적인 "alphametic"이다. 정답은 O = 0, M = 1, Y = 2, E = 5, N = 6, D = 7, R = 8, S = 9이다.

## 저서
- The Canterbury Puzzles (1907)
- Amusements in Mathematics (1917)
- The World's Best Word Puzzles (1925)
- Modern Puzzles (1926)
- Puzzles and Curious Problems (1931,듀드니 사후 부인이 편집)
- A Puzzle-Mine(사후)